# Muerte en las nubes
Muerte en las nubes (Death in the Clouds) es una novela policial escrita por Agatha Christie y la primera obra suya publicada en Estados Unidos por "Dodd, Mead and Company", el 10 de marzo de 1935, bajo el título de Muerte en el aire, y en el Reino Unido por "Collins Crime Club" en julio del mismo año bajo su título original. El detective belga Hércules Poirot y el Inspector Japp aparecen en la historia.

## Introducción
En el libro Poirot es un pasajero que vuela en el 'Prometheus' desde París hasta Croydon. Un rato antes de aterrizar, uno de los pasajeros, Madame Giselle - una prestamista - aparece muerta. En un principio se cree que la causa de su muerte es la picadura de una avispa, pero Poirot descubre la causa real: un pequeño dardo envenenado, aparentemente disparado desde una cerbatana. Giselle ha sido asesinada.

## Argumento
Frustrado con la evidencia falsedad de la cerbatana, un objeto que no podría haber sido usado sin que otro pasajero se diera cuenta, Poirot junto con Fournier sugiere que debería haber otra forma posible de haber disparado el dardo: La flauta de uno de los pasajeros, unas pipas kurdas - propiedad de dos famosos arqueólogos franceses - o quizá la boquilla de los cigarros de Lady Horbury.
Poirot enfoca su atención en una avispa que ha sido vista en el avión, la cual sostiene la teoría original de la muerte. Sin dar explicaciones, pide una lista detallada de los objetos en posesión de los pasajeros, en la cual encuentra una incriminante pista: Norman Gale, un dentista que nunca ha sido visto en el área donde fue muerta Giselle y no tiene motivo para haberla matado, posee una caja de fósforos vacía y un encendedor. Parece ser el asesino, pero ¿cómo pudo haber cometido el asesinato, mientras, aparentemente, mantenía una conversación con Jane Grey?
Se sospecha que Madame Giselle usaba el chantaje para asegurarse de que sus clientes le pagaran, por lo que cualquiera de los pasajeros podría haber tenido motivo para matarla. Por otro lado, Madame Giselle tenía una hija, la cual había abandonado de pequeña en un orfanato y que era su heredera. Si su madre moría, ella heredaría una fortuna ascendiente a las cien-mil libras. Quizá alguna de las pasajeras del avión fuese su hija.
La Condesa de Horbury, la principal sospechosa, tiempo antes de la muerte de Giselle, llama a su dama de compañía para que le busque ciertos objetos en su bolso. Más adelante en la novela se revela que la dama de compañía es en realidad Anne Morisot, quien es aparentemente la asesina; pero esta estaba en el viaje solo por accidente, siendo avisada del viaje a último minuto. Tiempo más tarde, la muerte de Anne por envenenamiento en el tren a Bologne nos deja sin un sospechoso claro.
Poirot en el desenlace revela que Norman Gale no es otro que el esposo de Anne, y que sus planes - incluyendo el asesinato de esta - han sido llevados a cabo correctamente: Había llevado su bata de dentista al avión, con la cual se disfraza para parecer un auxiliar de vuelo. Bajo el pretexto de llevarle un café a Mrs. Giselle, este se había acercado a ella y le había clavado el dardo envenenado, sin que nadie le notara. 
Japp arresta a Gale, y Poirot, no satisfecho con la resolución del caso, inicia una relación entre Jane Grey y el arqueólogo más joven.

## En Doctor Who
En el episodio The Unicorn and the Wasp de la serie Doctor Who, se muestra la razón de la desaparición de Agatha Christie, teniendo que ver con la creación de la trama de esta novela.